# Флаг Нарьян-Мара
Флаг муниципального образования «Городской округ „Город На́рьян-Мар“» Ненецкого автономного округа Российской Федерации — официальный символ муниципального образования.
Флаг утверждён постановлением Нарьян-Марского городского Совета от 31 мая 2001 года № 30-п, как флаг муниципального образования «Город Нарьян-Мар» (после муниципальной реформы 2006 года — муниципальное образование «Городской округ „Город Нарьян-Мар“»), и внесён в Государственный геральдический регистр Российской Федерации с присвоением регистрационного номера 763.
24 октября 2012 года, решением Совета городского округа «Город Нарьян-Мар» № 466-р, в предыдущее решение были внесены изменения касающиеся названия муниципального образования.

## Описание
«Флаг муниципального образования „город Нарьян-Мар“ представляет собой прямоугольное двустороннее алое полотнище с отношением ширины к длине 2:3, с синей выщербленной полосой по нижнему краю полотнища шириной 1/4 от общей ширины, воспроизводящее в центре на 1/3 длины полотнища композицию гербового щита муниципального образования „город Нарьян-Мар“».
Композиция гербового щита, изображённая на флаге, представляет собой серебряные голову северного оленя настороже и двух сообращённых рыб.

## Обоснование символики
За основу флага муниципального образования «город Нарьян-Мар» взят герб города, утверждённый решением исполнительного комитета Нарьян-Марского городского Совета народных депутатов 7 апреля 1978 года.
Город Нарьян-Мар — столица Ненецкого автономного округа. Ведущие предприятия города, чья продукция даёт основной доход округу и идёт далеко за пределы округа и области, связаны с основными отраслями народного хозяйства и занятием населения — оленеводством и рыболовство.
На флаге центральное место занимает изображение головы оленя с рогами, символизирующее главное занятие местного населения — оленеводство.
Стилизованные серебряные рыбы в оконечности показывают — рыболовство. Серебро в геральдике символ — чистоты, мудрости, благородства, мира, взаимосотрудничества.
Красный цвет поля говорит о названии города Нарьян-Мар в переводе на русский язык, который означает — Красный город, а также этот цвет символизирует мужество, красоту и жизнь.
Синяя полоса символизирует реку Печору. Этот элемент флага подчёркивает также, что Нарьян-Мар — морской и речной порт. Синий цвет (лазурь) — символ чести, славы, преданности, истины и добродетели.